# Темпл-Ньюджент-Бриджес-Чандос-Гренвиль, Ричард, 1-й герцог Бекингем и Чандос
Ричард Темпл-Ньюджент-Бриджес-Чандос-Гренвиль, 1-й герцог Бекингем и Чандос (англ. Richard Temple-Nugent-Brydges-Chandos-Grenville, 1st Duke of Buckingham and Chandos; 20 марта 1776 — 17 января 1839) — британский аристократ, политик и землевладелец. С 1784 по 1813 год носил титул учтивости — граф Темпл, а в 1813 году унаследовал от отца титул маркиза Бекингема.
Титулы: 2-й маркиз Бекингем (с 11 февраля 1813), 3-й граф Ньюджент (с 11 февраля 1813) и 5-й барон Кобэм из Кобэма (с 11 февраля 1813), 1-й герцог Бекингем и Чандос (с 4 февраля 1822), 1-й маркиз Чандос (с 4 февраля 1822) и 1-й граф Темпл Стоуский (с 4 февраля 1822 года).

## Биография

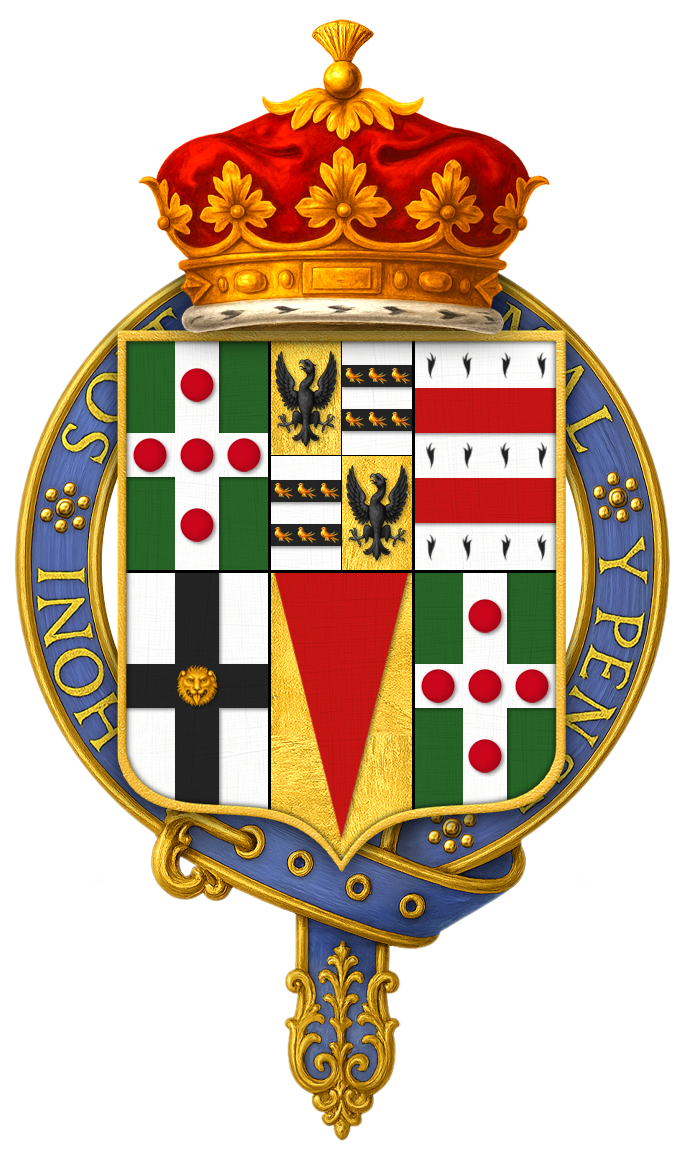
Герб Ричарда Темпла-Ньюджента-Бриджеса-Чандоса-Гренвиля, 1-го герцога Бекингема и Чандоса

Родился 20 марта 1776 года в Лондоне. Старший сын Джорджа Ньюджента-Темпла-Гренвиля, 1-го маркиза Бекингема (1753—1813), сына Джорджа Гренвиля (1712—1770), премьер-министра Великобритании (1763—1765). Его матерью была леди Мэри Элизабет Ньюджент (1758—1812), дочь Роберта Ньюджента, 1-го графа Ньюджента (1709—1778).
Он получил образование в Брасенос-колледже Оксфордского университета, где учился с 1791 года.
Граф Темпл, как он был известен при жизни своего отца, был избран членом Палаты общин Великобритании от Бакингемшира в 1797 году. Его политической деятельности были присущи жадность и амбициозность. Когда в мае 1800 года его дядя министр иностранных дел лорд Гренвиль предложил Темплу место в адмиралтействе, он отказался, сочтя это ниже своего достоинства, и потребовал должность в казначействе. Не получив желаемую должность, он согласился войти в состав Контрольного совета по делам Индии, в котором состоял до марта 1801 года. В 1806 году он был включен в состав Тайного совета и был назначен вице-президентом Торгового совета и казначеем вооруженных сил в правительстве своего дяди. Он занимал эти посты до падения администрации Гренвиля в 1807 году. Покидая свой пост в марте 1807 года, он вызвал небольшой скандал, забрав себе из конторы канцелярские принадлежности, перья и чернила. Он покинул Палату общин в 1813 году, унаследовав от отца титул маркиза Бекингема. В 1820 году он стал кавалером Ордена Подвязки. В 1822 году ему были пожалованы титулы графа Темпла Стоуского, маркиза Чандоса и герцога Бекингема и Чандоса. 
Получение герцогского титула стало воплощением давней мечты Гренвилей. Его удалось добиться в результате сделки с премьер-министром лордом Ливерпулем, которому Бекингем обещал поддержку своей фракции из 10-11 членов парламента. Он вернулся на министерский пост в июле 1830 года, когда был назначен лордом-стюардом королевского двора , но занимал этот пост лишь на короткое время. Помимо политической карьеры, он также был лордом-лейтенантом Бакингемшира с 1813 по 1839 год.
Бекингем также владел плантациями на Ямайке и 10 482 акрами (42,42 км²) в Великобритании, включая тридцать восемь объектов недвижимости в Олд-Никол. 

## Семья

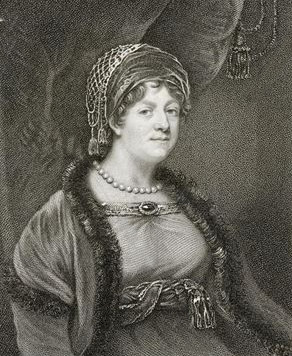
Энн Элизабет, герцогиня Бекингем и Чандос

16 апреля 1796 года в Лондоне 20-летний граф Темпл женился на леди Энн Бриджес (27 октября 1779 — 15 мая 1836), единственной дочери Джеймса Бриджеса, 3-го герцога Чандоса (1731—1789). Соответственно, Ньюджент-Темпл-Гренвиль добавил Бриджес и Чандос к своим фамилиям (и фамилиям своих детей) по королевской лицензии от 15 ноября 1799 года; и их полная фамилия стала — Темпл-Ньюджент-Бриджес-Чандос-Гренвиль. Его жена умерла в 1836 году, а он умер в январе 1839 года в возрасте 62 лет. У супругов в браке родился один сын:
- Ричард Плантагенет Темпл-Ньюджент-Бриджес-Чандос-Гренвиль, 2-й герцог Бекингем и Чандос (11 февраля 1797 — 29 июля 1861).